# Bronisław Brok
Bronisław Brok (właśc. Bronisław Kaufman, ur. 14 września 1906 w Warszawie, zm. 14 grudnia 1975 w Tel Awiwie w Izraelu) – polski literat, reżyser, scenarzysta, operator, fotograf, autor tekstów piosenek dla wokalistów, zespołów, a także na potrzeby teatru i filmu. Jest jednym z założycieli ZAKR.

## Lata młodości
Pobierał nauki w berlińskim Instytucie Językowym (Niemcy), a także w paryskim Instytucie Optyczno-Elektrycznym (Francja). W czasie tych studiów rozpoczął pracę w charakterze fotoreportera, asystenta reżysera i operatora.
W dwudziestoleciu międzywojennym zaczął pisać scenariusze i teksty piosenek dla zespołu Te cztery (grupa wokalna). Gdy wybuchła wojna, znalazł się w ZSRR. Działał tam jako aktor, reżyser, a także dramaturg w Teatrze Polskim (zachodnia Białoruś). Kierował też domem kultury w obwodzie czkałowskim, jak również teatrami frontowymi.

## Po II wojnie światowej
W latach 1944–1946 był szefem artystycznym lubelskiego Teatru II Armii Ludowego Wojska Polskiego. W 1947 roku funkcję tę pełnił w Wydziale Teatru i Widowisk Domu Wojska Polskiego w Warszawie. Rok później pracował jako kierownik literacki we wrocławskim teatrzyku Chochlik, gdzie nawiązał współpracę z kompozytorem Stefanem Rembowskim. Pisał też teksty do muzyki Władysława Szpilmana i Jerzego Wasowskiego. Największe przeboje powstały w latach 50. i 60. XX wieku.
Piosenki z jego tekstami śpiewali tacy wykonawcy, jak m.in.: Andrzej Bogucki, Olgierd Buczek, Chór Czejanda, Adolf Dymsza, Cezary Fabiński, Anna German, Wiera Gran, Maciej Koleśnik, Halina Kowalewska, Zbigniew Kurtycz, No To Co, Jerzy Połomski, Sława Przybylska, Hanna Rek, Rena Rolska, Irena Santor, Urszula Sipińska, Hanna Skarżanka, Anita Traversi (piosenkarka szwajcarska), Teresa Tutinas, Violetta Villas, Jadwiga Wejcman, Natasza Zylska.
Covery piosenek z tekstami B. Broka można usłyszeć np. w wykonaniu Anny Marii Jopek (Jeszcze poczekajmy) czy też Edyty Geppert lub Barbary Melzer (Nie wierzę piosence).

## Nagrody
- 1962 – I nagroda na Międzynarodowym Festiwalu Piosenki w Sopocie za piosenkę Jesienna rozłąka (wyk. Anita Traversi)
- 1963 – II nagroda za piosenkę Tak mi z tym źle na festiwalu jw. (wyk. Anna German)
- 1968 – I nagroda za utwór Po ten kwiat czerwony na festiwalu jw. (wyk. Urszula Sipińska)
- 1968 – nagroda Przewodniczącego Wojewódzkiej Rady Narodowej w Opolu na tamtejszym Krajowym Festiwalu Polskiej Piosenki za piosenkę jw.

## Piosenki
- Gra katarynka (muz. Al Legro)
- Jak młode Stare Miasto (muz. W. Szpilman)
- Jesienna rozłąka (muz. Jerzy Gert)
- Jeszcze poczekajmy (muz. J. Wasowski)
- Ktoś gra walczyka (muz. Jerzy Abratowski)
- My z tobą sam na sam (muz. W. Szpilman)
- Na Krzywym Kole (muz. J. Wasowski)
- Nie wierzę piosence (muz. W. Szpilman)
- Oczy (muz. J. Wasowski)
- Pik, pik, pik (muz. W. Szpilman)
- Po ten kwiat czerwony (muz. J. Wasowski)
- Tak mi z tym źle (muz. Henryk Klejne)
- W niedzielę nad Wisłą (muz. J. Wasowski)
- Warszawa da się lubić (muz. J. Wasowski)
- Zakochałam się w tobie na dobre czy złe (muz. Ryszard Sielicki)

## Filmografia
- 1950 – Pierwszy start – scenariusz (nowela; współautor Michał Rusinek, Ludwik Starski)
- 1951 – Załoga – scenopis (współautor Jan Fethke), II reżyser
- 1953 – Sprawa do załatwienia – scenopis (współautor Jan Fethke)
- 1959 – Cafe pod Minogą – reżyseria, scenariusz (współautor Stefan Wiechecki), scenopis (współautor Ludwik Starski), teksty piosenek